# Rousměrov
Rousměrov (en allemand : Rausmierau) est une commune du district de Žďár nad Sázavou, dans la région de Vysočina, en République tchèque. Sa population s'élevait à 108 habitants en 2020.

## Géographie
Rousměrov se trouve à 11,5 km au nord du centre de Velké Meziříčí, à 13 km au sud-est de Žďár nad Sázavou, à 33 km à l'est-nord-est de Jihlava et à 90 km au sud-est de Prague.
La commune est limitée par Ostrov nad Oslavou au nord-ouest, par Bohdalec au nord-est, par Sklené nad Oslavou à l'est et au sud-est, par Bory au sud, et par Kněževes à l'ouest.

## Histoire
La première mention écrite de la localité date de 1407.

## Administration
La commune se compose de trois quartiers :
- Rousměrov
- Laštovičky

## Transports
Par la route, Rousměrov se trouve à 13 km de Velké Meziříčí, à 14,5 km de Žďár nad Sázavou, à 42,5 km de Jihlava et à 163 km de Prague.